# Nem egyértelmű nézőpont
Az objektumorientált elemző és tervező modelleket gyakran a nézőpont megjelölése nélkül mutatják be. Alapértelmezetten a megvalósítás szempontjából mutatják be a program szerkezetét. A kevert nézőpontok nem támogatják az interfészek leválasztását, ami pedig az objektumorientáció legfontosabb előnye lenne.
Az objektumorientált elemző és tervező modellek három nézőpontot különböztetnek meg: az üzleti nézőpontot, ami a felhasználó szemszögéből mutatja be a tartománymodellt; a specifikációs nézőpontot, ami definiálja az osztályok nyilvános interfész elemeit; és a megvalósítás nézőpontját, ami az osztályok aktuális belső megvalósításával foglalkozik. Ha ezek a nézőpontok keverednek, akkor az elemek keveredése túl bonyolulttá, átláthatatlanná teszi a modellt, vagy legalábbis alaposan megnehezíti azt, hogy egy osztályt megváltoztassanak az interfész megváltoztatása nélkül, ami az objektumorientált elemző és tervező modellek egyik alapelve.

## Fordítás
Ez a szócikk részben vagy egészben  az   Ambiguous viewpoint című angol Wikipédia-szócikk fordításán alapul.  Az eredeti cikk szerkesztőit annak laptörténete sorolja fel. Ez a jelzés csupán a megfogalmazás eredetét és a szerzői jogokat jelzi, nem szolgál a cikkben szereplő információk forrásmegjelöléseként.